# Liste von Persönlichkeiten der Stadt Utrecht
Die folgende Liste enthält die in Utrecht geborenen sowie zeitweise lebenden Persönlichkeiten, chronologisch aufgelistet nach dem Geburtsjahr. Die Liste erhebt keinen Anspruch auf Vollständigkeit.

## In Utrecht geborene Persönlichkeiten

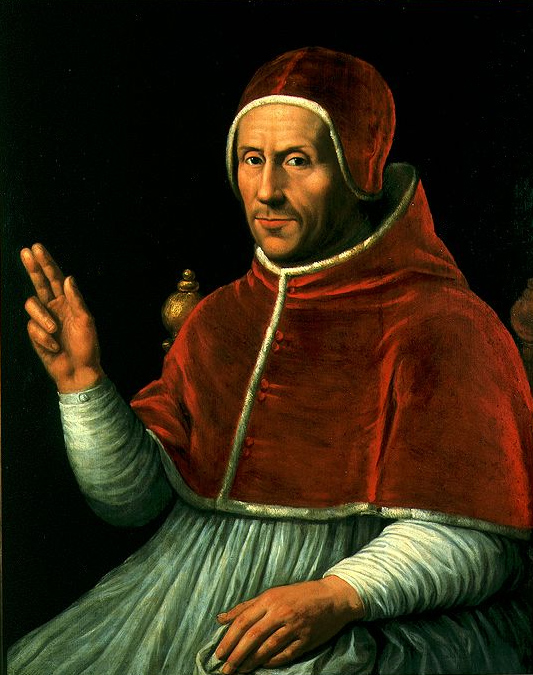
Hadrian VI.

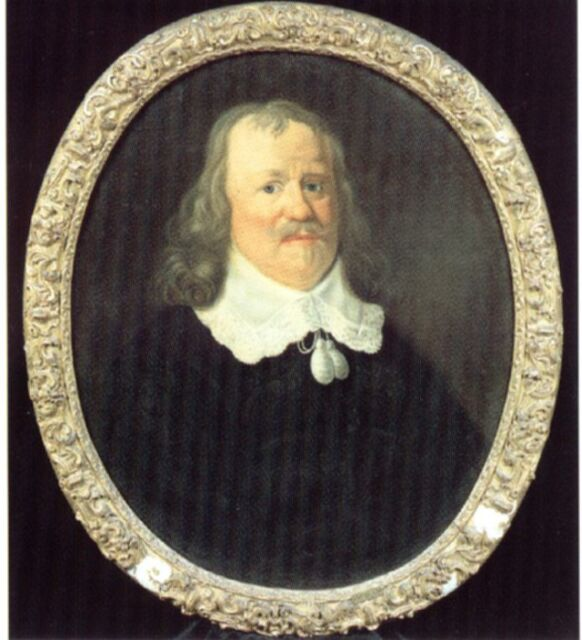
Godart van Reede

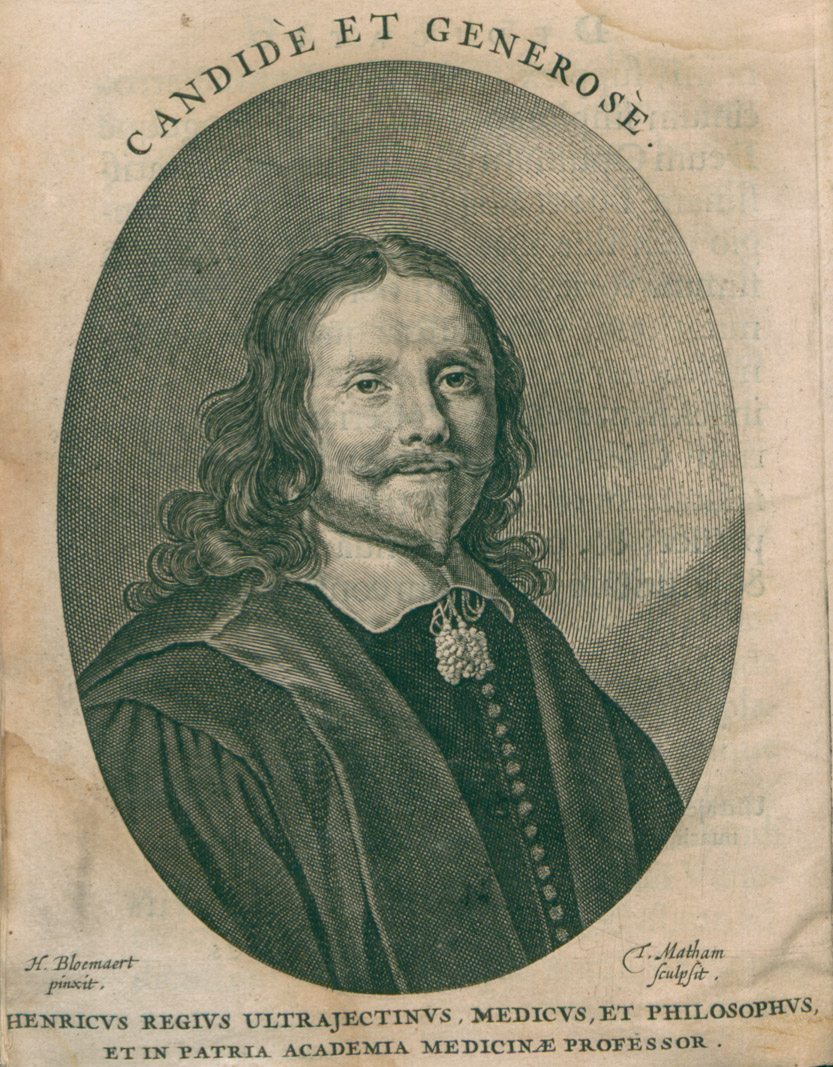
Henricus Regius

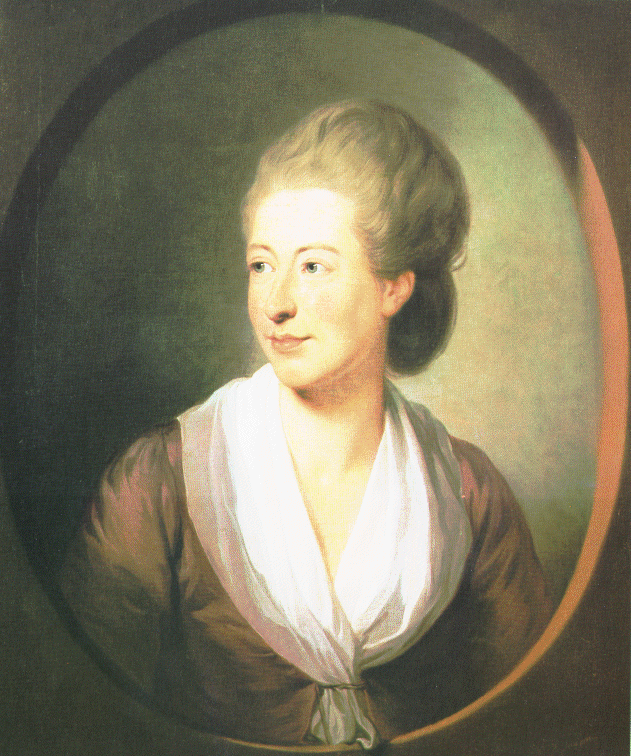
Isabelle de Charrière

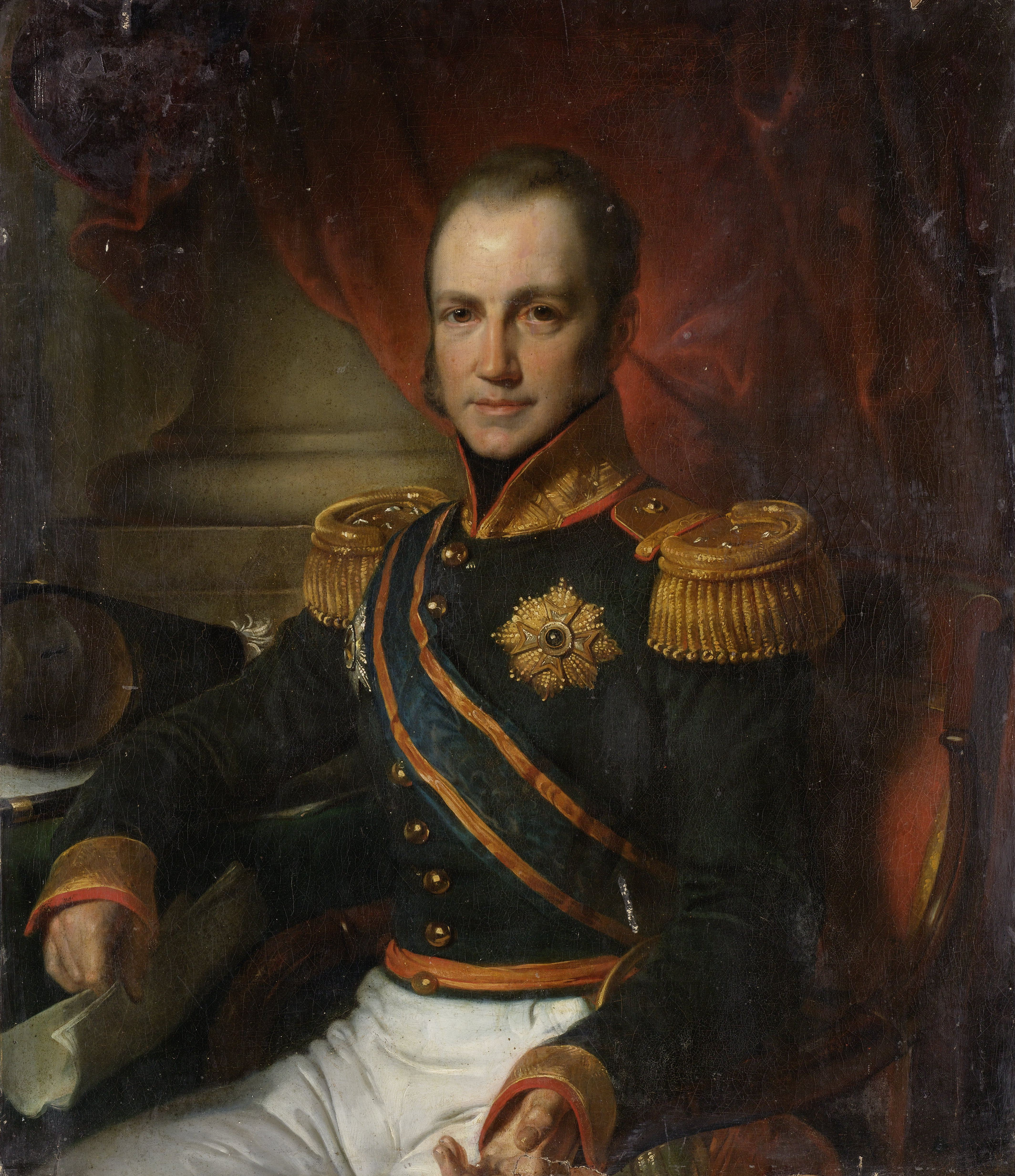
Godert Alexander Gerard Philip van der Capellen

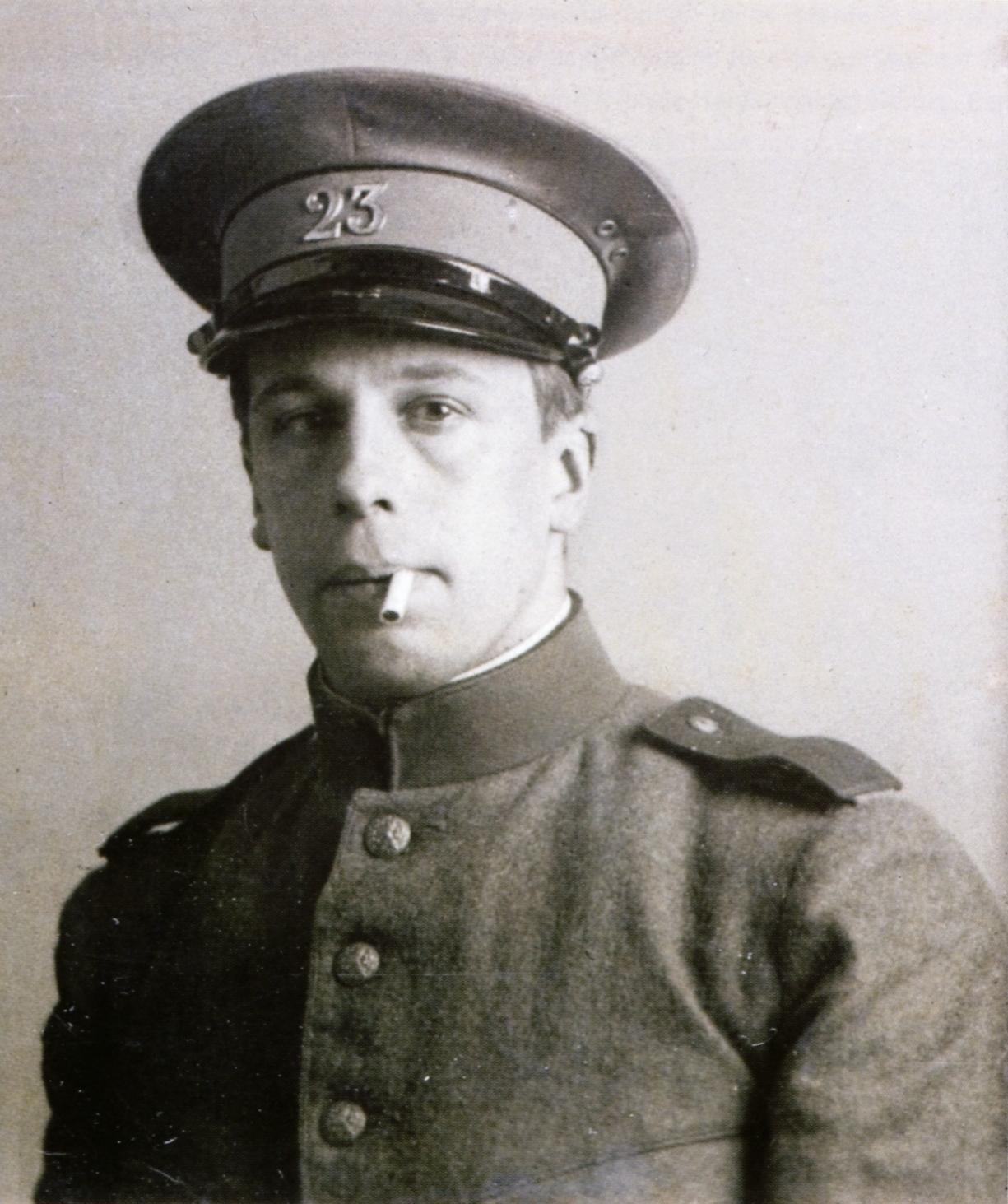
Theo van Doesburg

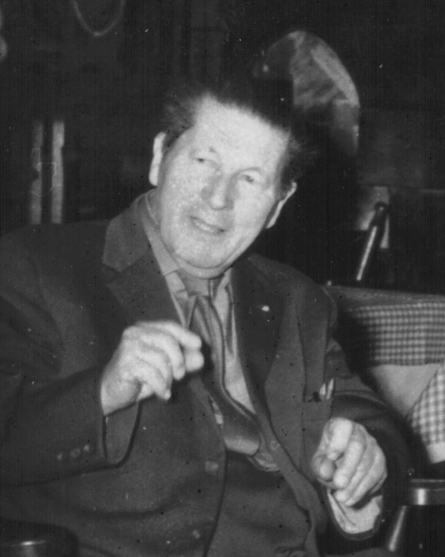
Gerrit Thomas Rietveld

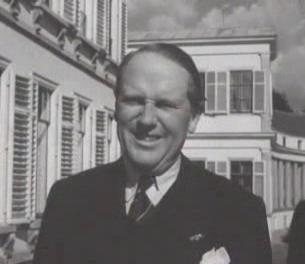
Johan Willem Beijen

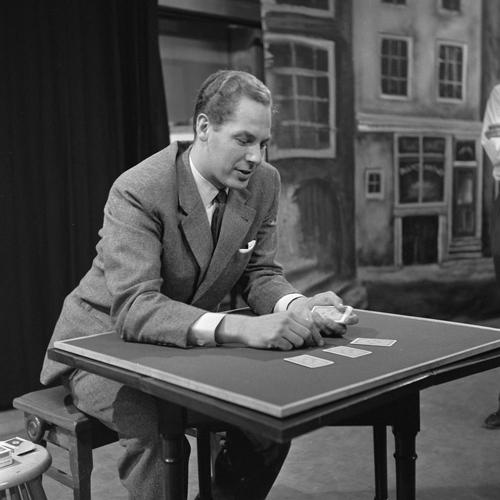
Fred Kaps

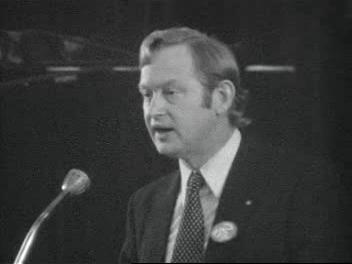
Frans Andriessen

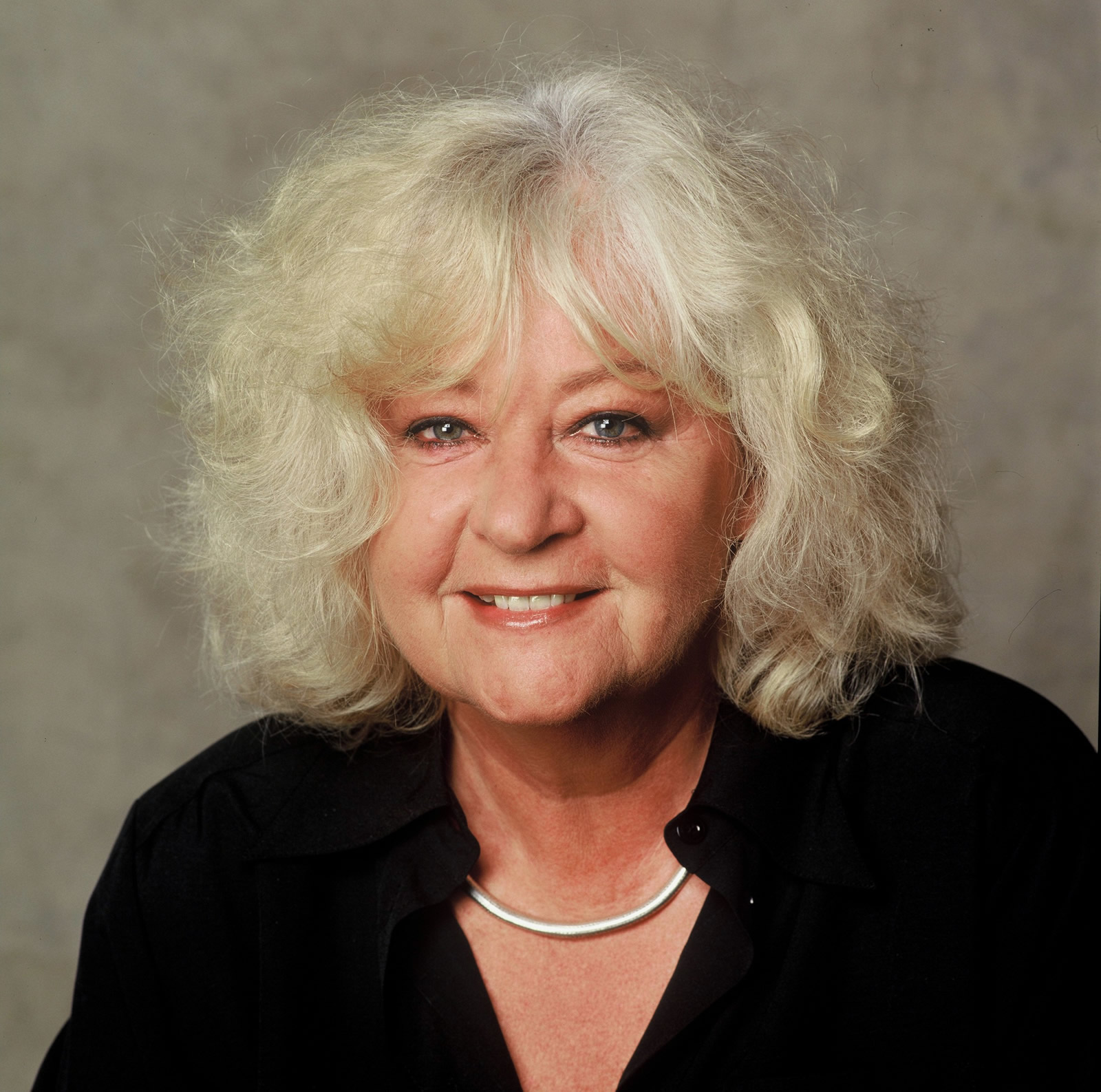
Anja Meulenbelt

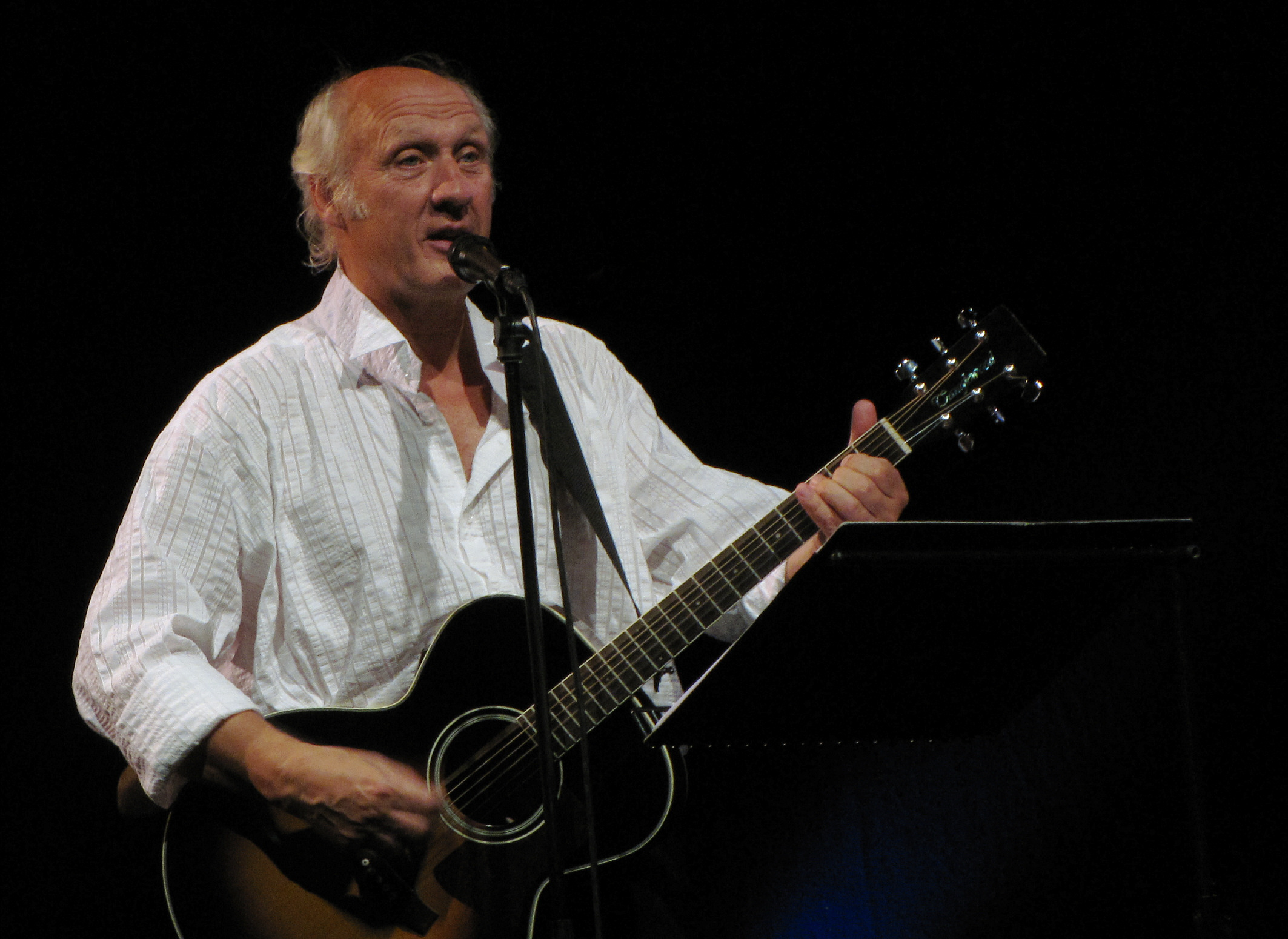
Herman van Veen

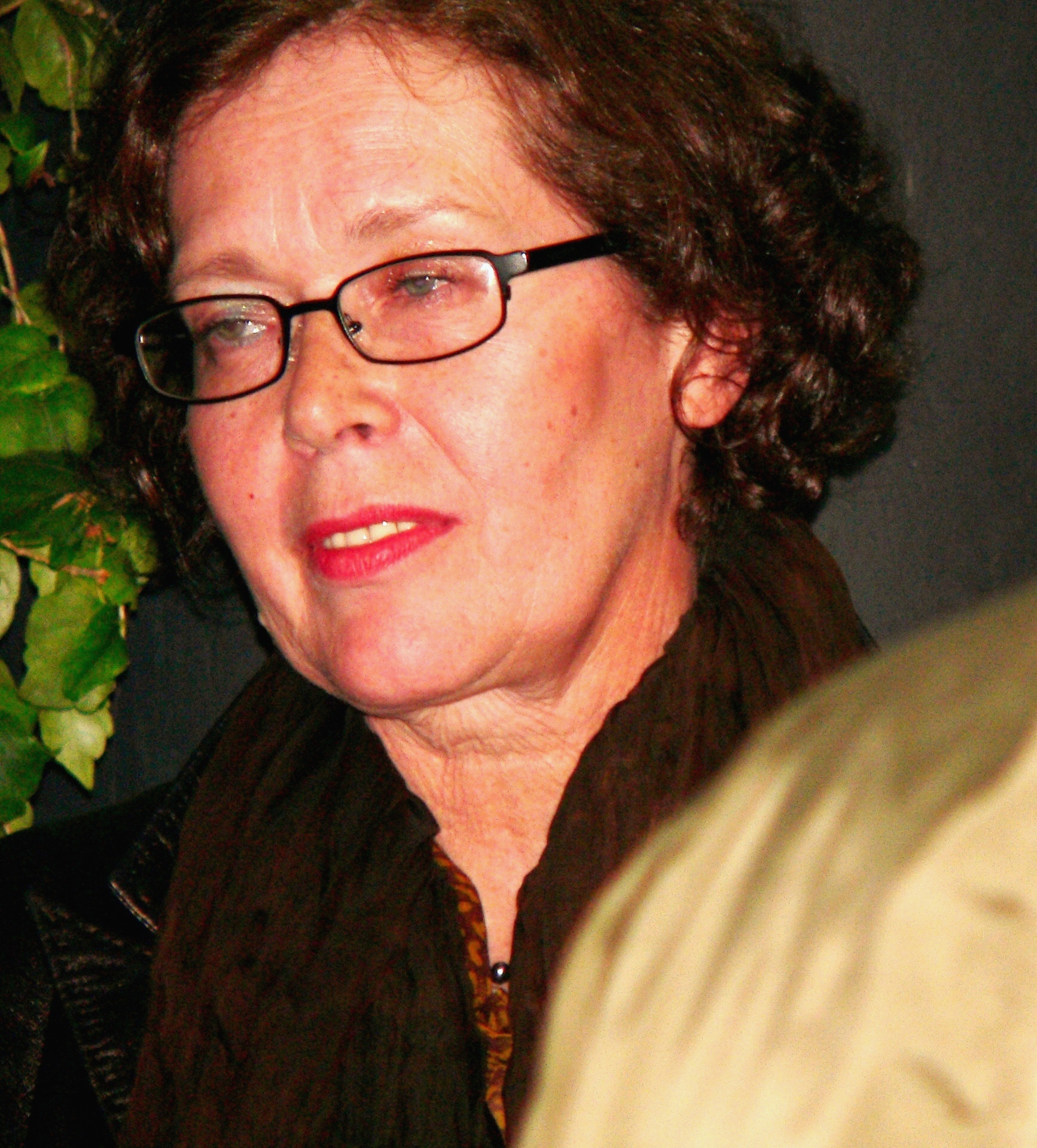
Sylvia Kristel

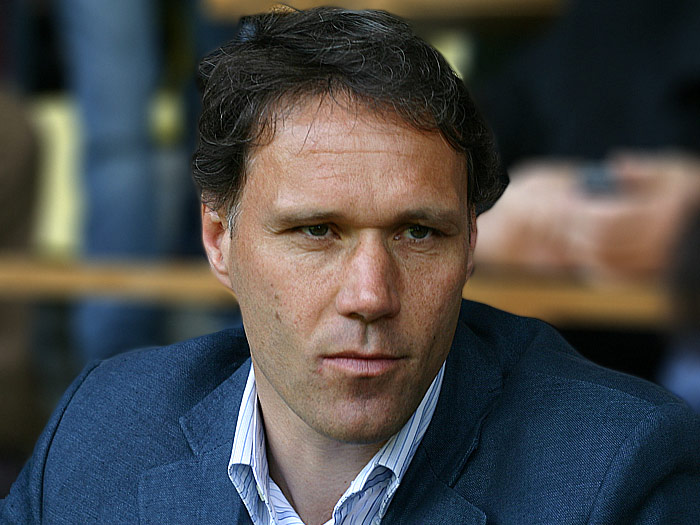
Marco van Basten

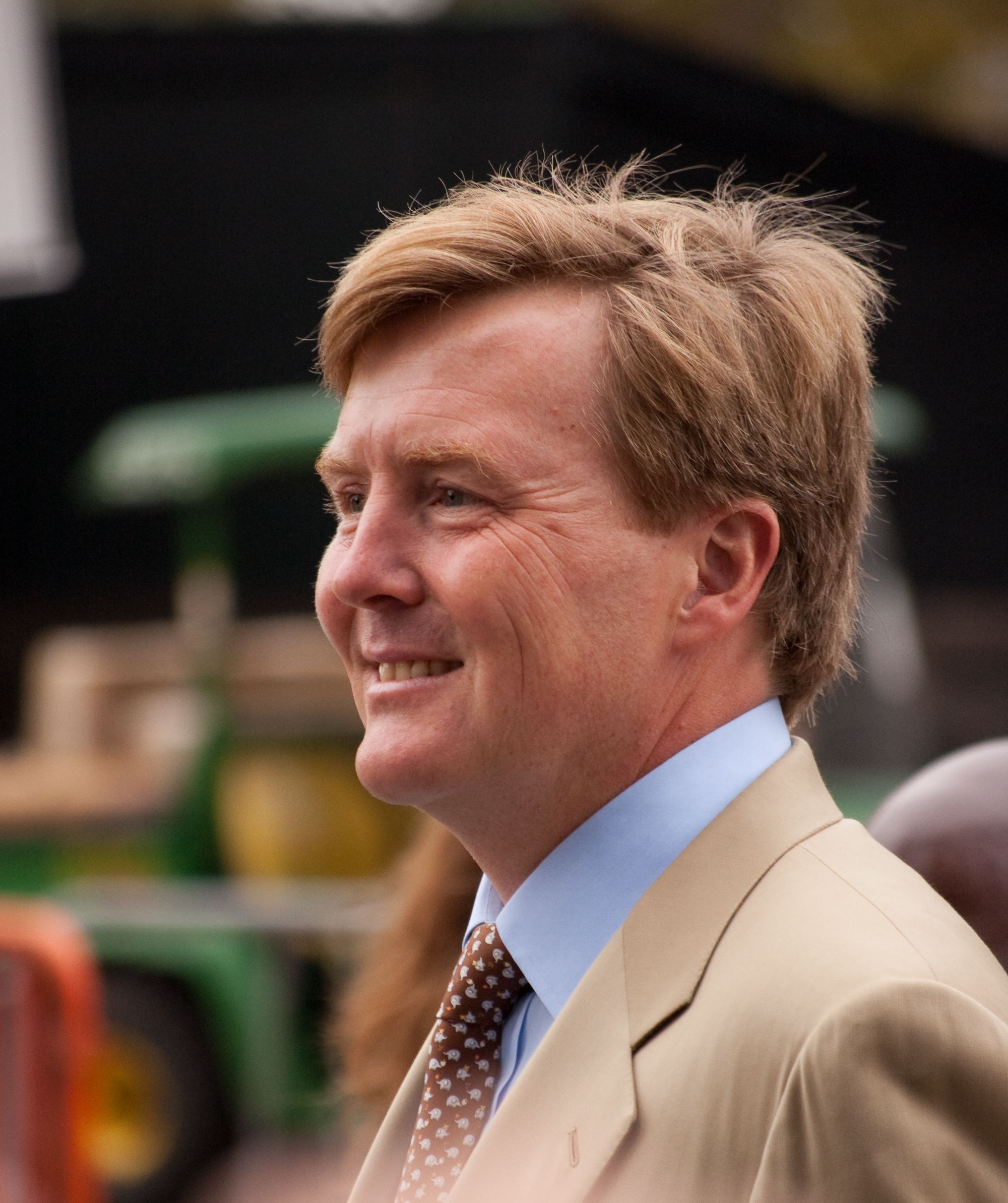
König Willem-Alexander

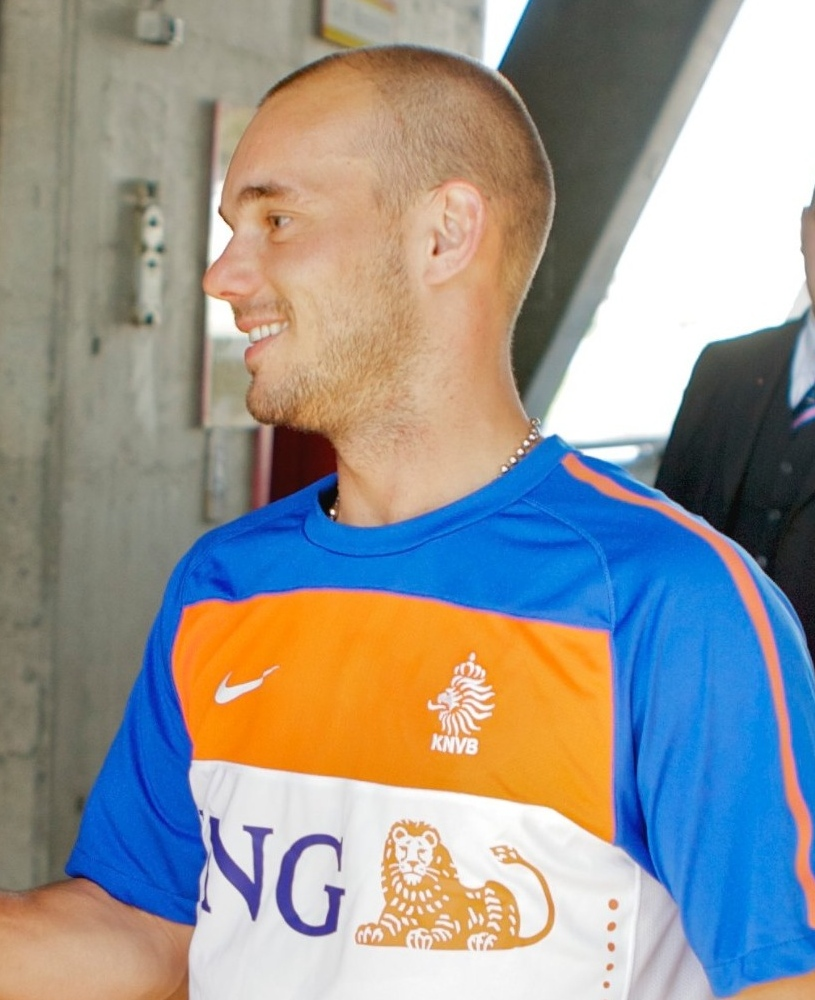
Wesley Sneijder

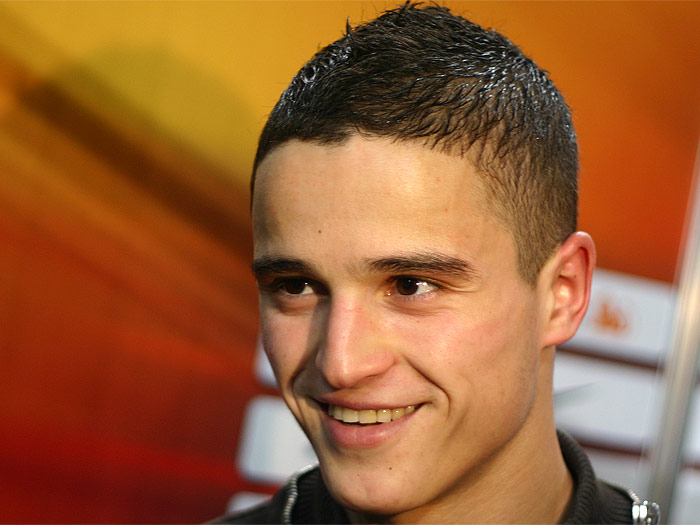
Ibrahim Afellay

### Bis 1600
- Liudger (≈74 – 809), erster Bischof von Münster
- Adriaen van Wesel (≈1417–1490/99), Holzschnitzer
- Erhard Reuwich (≈1445 – v. 1505), Graphiker, Maler und Zeichner
- Hadrian VI. (1459–1523), Papst von 1522 bis 1523
- Johannes Ruysch (≈1460–1533), Kartograph, Astronom, Buchillustrator und Maler
- Agnes van Leeuwenberch (1500–1562), Stifterin
- Gisbert Longolius (1507–1543), niederrheinischer Humanist
- Anthonis Mor (1512/20–1576/77), niederländisch-flämischer Porträtmaler
- Mechtelt van Lichtenberg (≈1520–1598), Malerin
- Philipp Brandin (1535–1594), Architekt, Baumeister und Bildhauer
- Olivier van Noort (1558–1627), erster Niederländer, der die Welt umsegelte
- Pieter Christiaenszoon Bor (1559–1635), Historiker
- Hendrick de Keyser (1565–1621), Architekt und Bildhauer
- Joachim Wtewael (1566–1638), Maler
- Heribert Rosweyde (1569–1629), Jesuit, theologischer Schriftsteller und Hagiograph
- Paulus van Vianen (≈1570–1613), Goldschmied und Medailleur
- Johann von Gouda (1571–1630), Jesuit und Prediger
- Paulus Moreelse (1571–1638), Porträt- und Geschichtsmaler
- Maria van Pallaes (1587–1664), Stifterin
- Godart van Reede (1588–1648), Staatsmann
- Gerrit van Honthorst (1592–1656), Maler
- Cornelis van Poelenburgh (1594/95–1667), Maler
- Dirck van Baburen (1595–1624), Maler
- Jan van Bijlert (≈1598–1671), Maler
- Henricus Regius (1598–1679), Philosoph und Mediziner

### 17. und 18. Jahrhundert
- Johan Moreelse (1603–1634), Barockmaler
- Jan Davidsz. de Heem (1606–1683), Maler
- Andries Both (1608/13–1641), Maler
- Martin Schoock (1614–1669), Polyhistor
- Cornelius von dem Busch (1616–1657), königlich-schwedischer Generalquartiermeister, Oberst
- Jan Both (≈1618–1652), Landschaftsmaler
- Joannes van Heumen (?–1673), Theologe und Geistlicher
- Hermann Buschoff (≈ 1620 – 1674), Pfarrer und Autor
- Johann Leusden (1624–1699), calvinistischer Theologe und Hebraist
- Justus van der Nypoort (≈1625 – n. 1692), Maler und Radierer
- Willem van Bemmel (1630–1708), Maler
- Lucas van de Poll (1630–1713), Rechtswissenschaftler
- Tylman van Gameren (1632–1706), polnischer Architekt und Ingenieur
- Anton Matthäus (1635–1710), Rechtswissenschaftler
- Jakob Gillig (1636–1688), Maler
- Melchior de Hondecoeter (1636–1695), Tiermaler
- Heinrich von Solms-Braunfels (1638–1693), Graf von Solms-Braunfels
- Philipp Matthäus (1641–1690), Mediziner
- Sara Saftleven(1644–1702), Malerin
- Wolferdus Senguerdius (1646–1724), Naturphilosoph
- Johannes Voet (1647–1713), Jurist
- Simon Lachez (1648–1723), Uhrmacher
- Pieter Burman der Ältere (1668–1741), klassischer Gelehrter
- Willem Bosman (1672–?), Unternehmer
- Anton Matthäus (1672–1719), Rechtswissenschaftler
- Arnold Drakenborch (1684–1748), klassischer Philologe
- Cornelius Johannes Barchman Wuytiers (1692–1733), altkatholischer Erzbischof von Utrecht
- Ryk Tulbagh (1699–1771), Gouverneur der Kapkolonie
- Isaak Tirion (1705–1765), Buchhändler und Verleger
- Hester Wilhelmina Callenburgh Baartmans (1739–1826), Dichterin
- Isabelle de Charrière (1740–1805), niederländisch-schweizerische Schriftstellerin
- Gertrude de Pélichy (1743–1825), Malerin
- Margriet van Haeften (1751–1793), Dichterin
- Sebald Fulco Johannes Rau (1765–1807), Dichter, Orientalist, reformierter Theologe, Universitätsrektor
- Paul Strick van Linschoten (1769–1819), Diplomat und Deputierter der Generalstaaten
- Jacob Maurits Carel van Utenhove van Heemstede (1773–1836), Astronom und Politiker
- Jan Isaac Wolterbeek (1773–1853), Mediziner
- Anton Reinhard Falck (1777–1843), Politiker
- Godert Alexander Gerard Philip van der Capellen (1778–1848), Staatsmann
- Antonie van Goudoever (1785–1857), Literaturwissenschaftler und Altphilologe
- Gerrit Laurens Keultjes (1786–1821), Maler
- Herman Johan Royaards (1794–1854), reformierter Theologe und Kirchenhistoriker
- Margaretha Cornelia Boellaard (1795–1872), Malerin
- Johanna Carolina Constantia Wilhelmina van der Brugghen van Croy (1795–1873), Stifterin
- Petrus Johannes Izaak de Fremery (1797–1855), Mediziner und Chemiker
- Christiaan Lodewijk Willem Dreibholtz (1799–1874), Maler

### 19. Jahrhundert

#### 1801 bis 1850
- Gerardus Johannes Mulder (1802–1880), Mediziner, Pharmakologe, Chemiker und gilt als Entdecker des Proteins
- Simon Karsten (1802–1864), klassischer Philologe
- Hermann Heykamp (1804–1874), altkatholischer Bischof von Deventer
- Pieter van Oort (1804–1834), Maler und Forschungsreisender
- Albertus Verhoesen (1806–1881), Maler
- Jan van Boom (1807–1872), Komponist, Pianist und Musikpädagoge
- Petrus Jacobus Kipp (1808–1864), Apotheker, Chemiker und Instrumentenbauer
- Elisabeth Alida Haanen (1809–1845), Genremalerin
- Johannes Warnardus Bilders (1811–1890), Landschaftsmaler
- Claude Théodore Decaen (1811–1870), französischer General
- Johann Adolf Karl van Heusde (1812–1878), Philologe und Literaturwissenschaftler
- Barthold Jacob Lintelo de Geer van Jutphaas (1816–1903), Rechtswissenschaftler, Historiker, Politiker und Orientalist
- Bertha Hoola van Nooten (1817–1892), Illustratorin und Malerin
- Elisabeth Otter-Knoll (1818–1900), Stifterin
- Barthold Suermondt (1818–1887), deutscher Unternehmer, Bankier, Kunstsammler und Mäzen
- Louis Christiaan van Goudoever (1820–1894), Mediziner
- Johannes Heykamp (1824–1892), altkatholischer Erzbischof von Utrecht
- Constantijn Theodoor van Lynden van Sandenburg (1826–1885), Adeliger
- Johannes Daniël Belmer (1827–1909), Maler
- Johan Godfried van Ginkel (1827–1863), Veduten- und Landschaftsmaler
- Willem Six (1829–1908), Politiker
- Adrianus van Everdingen (1832–1912), Landschaftsmaler, Radierer, Lithograf und Aquarellist
- Theodorus Jorissen (1833–1889), Historiker
- Hendrik Cornelis Dibbits (1838–1903), Chemiker
- Hendrik Wefers Bettink (1839–1921), Pharmakologe
- Jozef Neuhuys (1841–1889), Landschaftsmaler
- Albert Neuhuys (1844–1914), Genre- und Porträtmaler der Larener Schule

#### 1851 bis 1900
- Catharine van Tussenbroek (1852–1925), Medizinerin und Autorin
- Jan Harte van Tecklenburg (1853–1937), katholischer Politiker
- Adèle Sophia Cordelia Opzoomer (1856–1925), Schriftstellerin und Malerin
- Johan Wagenaar (1862–1941), Komponist und Organist
- Herman Snellen der Jüngere (1864–1929), Ophthalmologe
- Petrus Johannes van Harderwijk (1867–1948), altkatholischer Geistlicher und Publizist
- Adolf Olland (1867–1933), Schachmeister
- Johannes Hermannus Berends (1868–1941), altkatholischer Bischof von Deventer
- Albertus Antonie Nijland (1868–1936), Astronom
- Willem Mengelberg (1871–1951), Dirigent und Komponist
- Thamine Tadama-Groeneveld (1871–1938), Malerin
- Thérèse van Hall (1872–1931), Bildhauerin und Malerin
- Willem van den Heuvel (1874–1925), Porträtmaler, Radierer und Lithograf
- Marie Anne van Herwerden (1874–1934), Medizinerin und Hochschullehrerin
- Willem Molijn (1874–1957), Fechter
- Lizzy Ansingh (1875–1959), Malerin
- Mies Elout-Drabbe (1875–1956), Malerin und Zeichnerin
- Bart van der Leck (1876–1958), Maler der Moderne
- Theo van Doesburg (1883–1931), Maler, Schriftsteller, Architekt, Bildhauer, Typograf und Kunsttheoretiker
- Joris van den Bergh (1882–1953), Sportjournalist und Buchautor
- Jan Kuiler (1883–1952), Architekt
- Herman Wirth (1885–1981), Geisteswissenschaftler
- Adrianus Cornelis de Bruijn (1887–1968), Gewerkschaftsführer und Politiker
- Truus Pannekoek-van Bemmel (1887–1975), Malerin
- Gerrit Rietveld (1888–1964), Architekt und Designer
- Jan Vos (1888–1939), Fußballspieler
- Karel Doorman (1889–1942), Konteradmiral
- Balthasar van der Pol (1889–1959), Elektroingenieur und Physiker
- Marcus Antonius van den Oudenrijn (1890–1962), Dominikaner und Exeget
- Freddy van Riemsdijk (1890–1955), Luftfahrtpionier
- Wout Buitenweg (1893–1976), Fußballspieler
- Jorinus van der Wiel (1893–1960), Radrennfahrer
- Kornelis Heiko Miskotte (1894–1976), reformierter Theologieprofessor in Leiden
- Karel Eduard van Charante (1894–1985), Faschist
- Johannes Henricus van Maarseveen (1894–1951), Rechtsanwalt und Politiker
- Johan Willem Beijen (1897–1976), Bankier, Politiker und Diplomat
- Jacobus Johannes Ewoud Hondius (1897–1950), Epigraphiker und Althistoriker
- Arthur Lehning (1899–2000), Autor, Aktivist und Anarchist
- Arie Jan Haagen-Smit (1900–1977), Chemiker

### 20. Jahrhundert

#### 1901 bis 1920
- Joannes Cassianus Pompe (1901–1945), Pathologe
- Cornelis Gijsbert Gerrit Jan van Steenis (1901–1986), Botaniker
- Karel Mengelberg (1902–1984), Komponist, Dirigent und Musikschriftsteller
- Leendert van der Pijl (1903–1990), Botaniker
- Gerardus Jacobus van der Plaats (1903–1995), Radiologe
- Henri van Straelen (1903–2004), katholischer Theologe und Missionswissenschaftler
- Paul van de Rovaart (1904–1995), Hockeyspieler
- Petronella van Randwijk (1905–1978), Turnerin
- Laura Carola Mazirel (1907–1974), Juristin, Autorin, Widerstandskämpferin gegen den Nationalsozialismus und Sozialistin
- Jacob Cornelis van Leur (1908–1942), Historiker
- Piet van Reenen (1909–1969), Fußballspieler
- Gabriël Smit (1910–1981), Dichter und Journalist
- Gerardus Antonius Joseph van Os (1911–2006), Biochemiker
- Majoor Bosshardt (1913–2007), Offizierin der Heilsarmee
- Wim ter Burg (1914–1995), Komponist, Kirchenmusiker, Chordirigent und Musikpädagoge
- Hebe Charlotte Kohlbrugge (1914–2016), Widerstandskämpferin gegen das NS-Regime
- Ben van der Voort (1914–2002), Radrennfahrer
- Stoffel van Viegen (1916–1988), Organist und Musikpädagoge
- Wim Sonneveld (1917–1974), Kabarettist und Sänger
- Hendrik Christoffel van de Hulst (1918–2000), Astrophysiker
- Hetty Voûte (1918–1999), Widerstandskämpferin und Judenretterin

#### 1921 bis 1940
- Anton Albertus Herman Kassenaar (1922–2013), Biochemiker
- Jaap M. Hemelrijk (1925–2018), Klassischer Archäologe
- Fred Kaps (1926–1980), Zauberkünstler
- Dick Bruna (1927–2017), Autor, Zeichner und Grafikdesigner
- Teunis Johannes Horstman (1927–2014), alt-katholischer Bischof von Haarlem
- Hanna Lam (1928–1988), Dichterin und Textautorin
- Erik Zürcher (1928–2008), Sinologe
- Frans Andriessen (1929–2019), Europapolitiker
- Heiko Augustinus Oberman (1930–2001), Kirchenhistoriker
- Wim van Eekelen (1931–2025), Diplomat und Politiker
- Helen le Clercq (1932–1989), Balletttänzerin und Choreografin
- Norbert Koch (1932–2010), Radsportler
- Nili Goren (* 1933), jüdische Zeitzeugin und Überlebende des Holocaust
- Anton Geesink (1934–2010), Judoka
- Peter Schat (1935–2003), Komponist, Musikpädagoge und Musikschriftsteller
- Gert Bals (1936–2016), Fußballtorhüter
- Gerti Daub (* 1937), deutsches Fotomodell sowie Filmschauspielerin
- Peter van Nieuwenhuizen (* 1938), theoretischer Physiker
- Peter Nieuwerf (1938–2015), Jazzgitarrist
- Johan George Reuchlin (* 1938), Schriftsteller
- Marcel van Dam (* 1938), Soziologe und Politiker
- Louis Andriessen (1939–2021), Komponist
- Nol de Ruiter (1940–2025), Fußballspieler und -trainer

#### 1941 bis 1960
- Willem Albert Wagenaar (1941–2011), Rechtspsychologe
- Herman Berkien (1942–2005), Entertainer und Sänger
- Johannes Jisse Duistermaat (1942–2010), Mathematiker
- Frans Geurtsen (1942–2015), Fußballspieler
- Hans den Hartog (* 1942), Radrennfahrer
- Ferjan Ormeling Jr. (1942–2025), Kartograf
- Henk Vonk (1942–2019), Fußballtrainer
- Robert Long (1943–2006), Liedermacher
- Anja Meulenbelt (* 1945), Autorin und Politikerin
- Jos Stelling (* 1945), Film-Regisseur, Drehbuchautor und Produzent
- Herman van Veen (* 1945), Sänger, Violinist, Schriftsteller, Liedertexter und Liederkomponist
- Leen de Groot (* 1946), Radrennfahrer
- Fedor den Hertog (1946–2011), Radrennfahrer und Olympiasieger
- Eddy Achterberg (* 1947), Fußballspieler und -trainer
- Jeroen van der Veer (* 1947), Manager
- Paul Franciscus van der Heijden (* 1949), Rechtswissenschaftler, Hochschullehrer
- Han Berger (* 1950), Fußballtrainer
- Roosje Rave (* 1950), Architektin
- Arie van Selm (1950–2024), Bildhauer und Maler
- Huib Emmer (* 1951), Komponist, Gitarrist und Interpret elektronischer Musik
- Sylvia Kristel (1952–2012), Schauspielerin und Model
- Ruth de Gooijer (1953–2008), Regisseurin, Dramaturgin und Theaterautorin
- Werner van Gent (* 1953), niederländisch-schweizerischer Kriegsreporter und Publizist
- Ronald Spelbos (* 1954), Fußballspieler und -trainer
- Boris Dittrich (* 1955), Politiker, Abgeordneter, Jurist, Menschenrechtler und LGBT-Aktivist
- Jan van Staa (* 1955), Fußballspieler und -trainer
- Rita Verdonk (* 1955), Politikerin
- Marianne Weber (* 1955), Sängerin
- Hans van Breukelen (* 1956), Fußballtorhüter
- Pieter M. Judson (* 1956), US-amerikanischer Hochschullehrer und Autor
- Albert van Veenendaal (* 1956), Jazzpianist
- Ben van Berkel (* 1957), Architekt
- Theo de Jong (* 1957), Jazz- und Fusionmusiker
- Det de Beus (1958–2013), Hockeyspielerin
- Ton du Chatinier (* 1958), Fußballspieler und -trainer
- Frans Adelaar (* 1960), Fußballspieler und -trainer
- Jan Wouters (* 1960), Fußballspieler und -trainer

#### 1961 bis 1980
- Tony Collard (* 1961), Eishockeyspieler
- Rob Druppers (* 1962), Leichtathlet
- Eddy Hartog (* 1962), Beamter und Politiker
- Henriette Andersen (* 1963), Jazzsängerin
- Gerrit Plomp (* 1963), Fußballspieler
- Marco van Basten (* 1964), Fußballspieler und -trainer
- Jan Kounen (* 1964), französischer Filmregisseur und Filmproduzent
- Edith Schippers (* 1964), Politikerin
- Gerald Vanenburg (* 1964), Fußballspieler und -trainer
- John van Loen (* 1965), Fußballspieler
- Yvonne van Mastrigt (* 1965), Politikerin
- Jacques Brinkman (* 1966), Hockeyspieler
- Alfred Nijhuis (* 1966), Fußballspieler
- Paulien van Schaik (* 1967), Jazzsängerin
- Florentine Steenberghe (* 1967), Hockeyspielerin
- Willem-Alexander (* 1967), König der Niederlande
- Friso von Oranien-Nassau (1968–2013), Prinz von Oranien-Nassau, Graf von Oranien-Nassau, Herr von Amsberg
- Eric Orie (* 1968), Fußballspieler und -trainer
- Babette van Veen (* 1968), Schauspielerin und Sängerin
- Quentin Buvelot (* 1969), Kunsthistoriker
- Constantijn der Niederlande (* 1969), jüngster Sohn von Königin Beatrix und Claus von Amsberg
- Fleurine (* 1969), Jazzsängerin
- Hendrik Poinar (* 1969), Evolutionsbiologe
- Jean-Paul de Jong (* 1970), Fußballspieler und -trainer
- Henny van Schoonhoven (1970–2009), Fußballspieler
- Masha Bijlsma (* 1971), Jazzsängerin
- Diana van der Plaats (* 1971), Schwimmerin
- Carole Thate (* 1971), Feldhockeyspielerin
- Jason Köhnen (* 1972), Musiker, Komponist und Musikproduzent
- Raymond Victoria (* 1972), Fußballspieler
- Dick van Burik (* 1973), Fußballspieler
- Stientje van Veldhoven (* 1973), Politikerin (D66)
- Tim Kliphuis (* 1974), Geiger
- Claudia de Breij (* 1975), Kabarettistin und Rundfunkjournalistin
- Stefan Postma (* 1976), Fußballtorhüter
- Jochem Uytdehaage (* 1976), Eisschnellläufer
- Fedde Le Grand (* 1977), House-DJ und Musikproduzent
- Annelien Bredenoord (* 1979), Hochschullehrerin und Politikerin
- Pieter de Graaf (* 1980), Jazzmusiker
- Simone Koot (* 1980), Wasserballspielerin
- Caroline Nagtegaal (* 1980), Politikerin

#### 1981 bis 2000
- Jurgen Colin (* 1981), Fußballspieler
- Alje Schut (* 1981), Fußballspieler
- Elize (* 1982), Sängerin
- Jelmer Jens (* 1982), Schachspieler
- Rogier Telderman (* 1982), Jazzmusiker
- Annemiek van Vleuten (* 1982), Radrennfahrerin
- Annita van Doorn (* 1983), Shorttrackerin, Europameisterin
- Niels Kerstholt (* 1983), Shorttracker
- Wesley Sneijder (* 1984), Fußballspieler
- Anouk Hoogendijk (* 1985), Fußballspielerin
- Paul Meijer (* 1985), Autorennfahrer
- Nikkie Plessen (* 1985), Schauspielerin, Moderatorin und Model
- Ibrahim Afellay (* 1986), Fußballspieler
- Colin Benders alias Kyteman (* 1986), Musiker und Produzent
- Arjan van Dijk (* 1987), Fußballtorhüter
- Mohamed El Makrini (* 1987), Fußballspieler
- Tom Hoevenaars (* 1987), Squashspieler
- Jeffrey Wammes (* 1987), Turner
- Ismaïl Aissati (* 1988), niederländisch-marokkanischer Fußballspieler
- Boy van Poppel (* 1988), Radrennfahrer
- Klaas Vermeulen (* 1988), Hockeyspieler
- Mike van der Kooy (* 1989), Fußballspieler
- Thijs de Klijn (* 1990), Jazzmusiker
- Gianluca Nijholt (* 1990), Fußballspieler
- Anouar Kali (* 1991), Fußballspieler
- Youness Mokhtar (* 1991), niederländisch-marokkanischer Fußballspieler
- Imad Najah (* 1991), marokkanischer Fußballspieler
- Rodney Sneijder (* 1991), Fußballspieler
- Hasan Kılıç (* 1992), niederländisch-türkischer Fußballspieler
- Dafne Schippers (* 1992), Leichtathletin
- Philipine van Aanholt (* 1992), Seglerin
- Shanice van de Sanden (* 1992), Fußballspielerin
- Zakaria Labyad (* 1993), marokkanisch-niederländischer Fußballspieler
- Tufan Özbozkurt (* 1993), niederländisch-türkischer Fußballspieler
- Anna Serierse (* 1993), Jazzsängerin
- Laurien Leurink (* 1994), Hockeyspielerin
- Bart Lemmen (* 1995), Radrennfahrer
- Riechedly Bazoer (* 1996), Fußballspieler
- Marijn Veen (* 1996), Hockeyspieler
- Tasa Jiya (* 1997), Sprinterin
- Michiel Ahyi (* 1998), Volleyballspieler
- Lars van den Berg (* 1998), Radrennfahrer
- Marijn van den Berg (* 1999), Radrennfahrer
- Jorden van Foreest (* 1999), Schachspieler

### 21. Jahrhundert
- Jurriën Timber (* 2001), Fußballspieler
- Quinten Timber (* 2001), Fußballspieler
- Mohamed Ihattaren (* 2002), niederländisch-marokkanischer Fußballspieler
- Guy den Ouden (* 2002), Tennisspieler
- N’ketia Seedo (* 2003), Sprinterin
- Kimberley Collard (* 2004), Eishockeyspielerin
- Max van der Meulen (* 2004), Radrennfahrer
- Melissa Peperkamp (* 2004), Snowboarderin
- Jesse van de Haar (* 2005), Fußballspieler

## Berühmte mit Utrecht verbundene Personen
- Heinrich V. (HRR) (1081/86–1125), deutscher Kaiser im Heiligen Römischen Reich Deutscher Nation, starb in Utrecht
- Trijn van Leemput (ca. 1530–1607), Utrechter Volksheldin
- Frans van Dusseldorp (1567–1630), römisch-katholischer Prediger und Jurist
- Philippus Rovenius (um 1574–1651), römisch-katholischer Bischof in Utrecht
- Gisbert Voetius (1589–1676), reformierter Pfarrer, Mitbegründer der Universität und Theologieprofessor 1634–1676 in Utrecht
- Balthasar van der Ast (1593/94–1657), Maler von Stillleben
- Anna Maria von Schürmann (1607–1678), niederländisch-deutsche Universalgelehrte
- Otto Blumenthal (1876–1944), deutscher Mathematiker
- Gregor Laschen (1941–2018), deutscher Schriftsteller und Herausgeber
- Kees Ouwens (1944–2004), Lyriker und Romanautor
- Alan Laurillard (* 1946), kanadischer Saxophonist, Keyboard-Spieler, Sampler, Arrangeur und Komponist